# Auke Scholma
Auke Scholma (Opeinde, 26 augustus 1956) is een Nederlandse Internationaal Grootmeester dammen, die in Friesland is geboren en opgegroeid en tegenwoordig in de provincie Groningen (Baflo) woont.
Hij is in het bezit van de titels Internationaal Grootmeester en Nationaal Grootmeester.

## Dammen in zijn jeugd en op provinciaal niveau
Hij groeide als dammer op bij Ons Genoegen Drachten en werd als lid van die club Nederlands juniorenkampioen sneldammen en Fries kampioen in 1975.
Daarna werd hij lid van Damclub Huizum in Leeuwarden.
Als lid van die club werd hij in 1979 en 1981 weer Fries kampioen.
Hij werd Fries sneldamkampioen in 1977, 1979, 1980 en 1981.
Daarna verhuisde hij naar de provincie Groningen waar hij lid werd van Damvereniging Warffum om op die club trainingspartijen te spelen en deel te nemen aan het provinciaal Gronings kampioenschap dat hij in 1991 won.
Hij werd daarnaast Gronings sneldamkampioen in 1984, 1987, 1995, 2000 en 2002.
In het seizoen 1998/99 maakte hij deel uit van DC Rinsumageest uit Rinsumageest en behaalde hiermee de 2e plaats in de Nederlandse damcompetitie.

## Nederlands kampioen in 1995
Scholma bereikte in 1995 in Stadskanaal een hoogtepunt in zijn carrière met het winnen van het Nederlands Kampioenschap met 6 overwinningen, 6 remises en 1 nederlaag.
Hij versloeg achtereenvolgens Bert Zwart (na 91 zetten), Arjan van Leeuwen (met een combinatie die hem de prijs voor de mooiste combinatie van het toernooi opleverde) en Rein van der Pal (in een klassiek middenspel) alvorens Kees Thijssen hem met een flankcentrumaanval zijn enige nederlaag toebracht.
Daarna versloeg Scholma Wieger Wesselink (door verovering van diens kerkhofvoorpost), Rob Clerc (vanuit een half-open klassieke omsingeling) en Hein Meijer (met een klokoverwinning).
Vanuit nevenstaand diagram behaalde Scholma met wit zijn legendarische combinatieve overwinning (die coup Stadskanaal werd genoemd) op Arjen van Leeuwen die
1. ...18-22? speelde. Scholma zette hem onder druk met
2. 34-29! en combineerde na
3. ...8-12?
4. 29×20 15×24 met
5. 31-27 22×31
6. 28-23 19×37
7. 38-32 37×28
8. 33×11 16×7
9. 35-30 24×35
10. 45-40 35×33
11. 42-38 33×42
12. 48×10

naar een snelle doorbraak waarop Van Leeuwen enkele minuten nadacht en zonder verder te spelen opgaf.

## Vervolg van zijn damcarrière
Na het behalen van de Nederlandse titel in 1995 brak een weinig succesvolle periode voor hem aan die hij doorbrak met het winnen van het zomertoernooi van Nijmegen 2001 (zijn tweede grote succes) waarin hij de wereldtop achter zich liet.
Scholma eindigde in het NK 2006 na een nek-aan-nek-race met de uiteindelijke kampioen Kees Thijssen op de gedeelde 2e plaats.
In het NK 2007 eindigde hij op de 3e plaats waarmee hij zich plaatste voor het WK 2007 in Hardenberg.
Daarin verraste hij in positieve zin door op de 5e plaats te eindigen (zijn derde grote succes) voor de andere Nederlanders, alle Afrikanen en ex-wereldkampioen Guntis Valneris.
Hij verwierf ook faam als overwinnaar van wereldkampioenen: (Aleksej Tsjizjov, Piet Roozenburg, Ton Sijbrands, Harm Wiersma (2×) en Alexander Schwarzman).

## Erelidmaatschap van de KNDB
Hij kreeg op 19 oktober 2022 bij de World Cup in Beilen het erelidmaatschap van de KNDB voor zijn verdiensten voor de damsport, niet alleen als speler maar ook met andere activiteiten als
- componist van partijproblemen
- commentator bij damtoernooien in onder andere de herkamp om de wereldtitel 1996/97 tussen Aleksej Tsjizjov en Rob Clerc in Groningen.
- secondant bij WK-matches van Ton Sijbrands en Harm Wiersma.
- redacteur van damrubrieken in de Drachtster Courant (1974-1980), het Friesch Dagblad (1980-1987), de Leeuwarder Courant (vanaf 1990) en het Dagblad van het Noorden.

## Resultatenoverzicht

### Deelname aan het Nederlands kampioenschap
Scholma nam in totaal 31 keer deel aan het Nederlands kampioenschap wat een record is.
| Jaar | Locatie        | Klassering | Score | W-R-V  |
| ---- | -------------- | ---------- | ----- | ------ |
| 1978 | Zevenaar       | 10         | 11-9  | 2-5-4  |
| 1981 | Assen          | 7 (ged.)   | 11-10 | 3-4-4  |
| 1983 | Schagen        | Brons      | 11-14 | 5-4-2  |
| 1984 | Huissen        | 5 (ged.)   | 11-11 | 3-5-3  |
| 1985 | Abcoude        | 6          | 11-11 | 3-5-3  |
| 1987 | Nijverdal      | 6          | 11-11 | 1-9-1  |
| 1988 | Putten         | 7          | 13-14 | 3-8-2  |
| 1990 | Den Helder     | 7 (ged.)   | 13-13 | 3-7-3  |
| 1991 | Drachten       | 10 (ged.)  | 13-11 | 3-5-5  |
| 1992 | Surhuisterveen | (ged.)     | 13-16 | 4-8-1  |
| 1993 | Apeldoorm      | 8 (ged.)   | 12-11 | 3-5-4  |
| 1994 | Huissen        | 10         | 13-12 | 0-12-1 |
| 1995 | Stadskanaal    | Goud       | 13-18 | 6-6-1  |
| 1996 | Steenwijk      | 7 (ged.)   | 12-11 | 3-5-4  |
| 1998 | Hoogezand      | 12 (ged.)  | 13-10 | 2-6-5  |
| 1999 | Huissen        | 6 (ged.)   | 13-13 | 3-7-3  |
| 2000 | Hengelo        | 12         | 13-10 | 1-8-4  |
| 2002 | Velp           | 5          | 13-14 | 3-8-2  |
| 2003 | Amsterdam      | 6 (ged.)   | 13-13 | 2-9-2  |
| 2004 | Huissen        | 9          | 13-13 | 3-7-3  |
| 2005 | Groningen      | 9          | 13-12 | 2-8-3  |
| 2006 | Culemborg      | (ged.)     | 13-16 | 5-6-2  |
| 2007 | Siest          | (ged.)     | 13-15 | 4-7-2  |
| 2008 | Emmeloord      | 6 (ged.)   | 13-13 | 1-11-1 |
| 2010 | Emmen          | 7 (ged.)   | 11-10 | 2-6-3  |
| 2012 | Heerhugowaard  | 4 (ged.)   | 13-14 | 2-10-1 |
| 2013 | Steenwijk      | (ged.)     | 11-14 | 5-4-2  |
| 2014 | Huissen        | 9          | 11-9  | 0-9-2  |
| 2015 | Emmeloord      | Brons      | 11-12 | 1-10-0 |
| 2016 | Enschede       | Brons      | 11-13 | 3-7-1  |
| 2017 | Urk            | 7          | 11-11 | 1-9-1  |

### Deelname aan het Europees kampioenschap
| Jaar | Locatie   | Klassering | Score      | W-R-V          |
| ---- | --------- | ---------- | ---------- | -------------- |
| 1983 | Deventer  | 4e         | 11-13      | 4-5-2          |
| 1995 | Lubliniec | 9e         | 19-22      | 5-12-2         |
| 2002 | Domburg   | 7e         | finale 7/8 | gew. Van Clerc |
| 2006 | Bovec     | 25e        | 10-12      | 3-6-1          |
| 2012 | Emmen     | 30e        | 9-10       | 1-8-0          |

### Deelname aan het wereldkampioenschap
| Jaar | Locatie    | Klassering | Score | W-R-V  |
| ---- | ---------- | ---------- | ----- | ------ |
| 1984 | Dakar      | ged. 11e   | 19-19 | 3-13-3 |
| 1992 | Toulon     | ged. 13e   | 23-24 | 6-12-5 |
| 2007 | Hardenberg | 5e         | 19-22 | 6-10-3 |